# Квятковская-Ласс, Барбара
Барбара Квятковская-Ласс (Квятковская, Ласс; пол. Barbara Kwiatkowska-Lass, Barbara Lass; 1 июня 1940, Патрово, Барухово — 6 марта 1995, Мюнхен) — польская танцовщица и киноактриса.

## Биография
Барбара Квятковская родилась 1 июня 1940 года в Патрове. Она училась в варшавской Балетной школе. Танцовщица Ансамбля песни и танца «Сколимув» (пол. «Skolimów»). Дебютировала в кино в 1957 году. В 1959 году она уехала из Польши на Запад и вскоре снялась в нескольких крупных фильмах, таких как «Миллионный фенетр» и «Живая жизнь». Она сотрудничала с Польской радиостанцией Радио «Свободная Европа», а также была активным членом Клуба независимой политической мысли имени Юлиуша Мерошевского.
Её мужьями были Роман Полански (1959—1962), Карлхайнц Бём (1963—1980) и саксофонист Лешек Задло (1980—1995). Дочь Катарина, рождённая от Бёма, также стала актрисой.

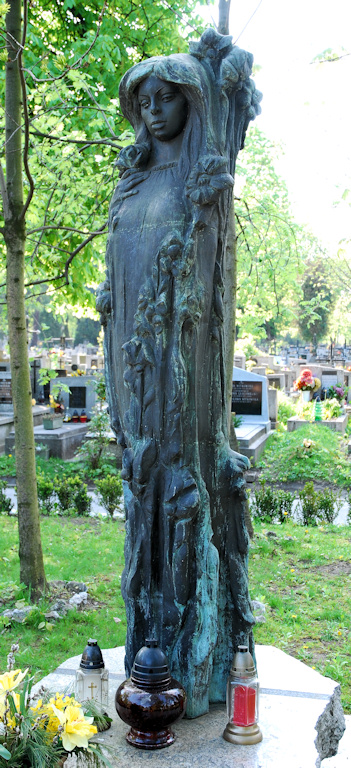
Надгробная скульптура Барбары Квятковской-Ласс на Раковицком кладбище в Кракове

Барбара потеряла сознание и умерла от инсульта 6 марта 1995 года в Фатерштеттене во время концерта легенды свинга Аль Порчино, похоронена на Раковицком кладбище в Кракове. Её надгробие создал Марьян Конечны.

## Фильмография
- 1957 — Ева хочет спать / Ewa chce spać — Ева Бонецкая
- 1958 — Пан Анатоль ищет миллион / Pan Anatol szuka miliona — Ивона Словиковская
- 1958 — Солдат королевы Мадагаскара / Żołnierz królowej Madagaskaru — Сабинка Леменцкая
- 1959 — Фотографии из поездки / Obrazki z podróży — (нет в титрах)
- 1960 — Тысяча талеров / Tysiąc talarów — Кася Выход
- 1959 — Когда падают ангелы/ Gdy spadają anioły — старушка в молодости
- 1959 — / Słoń — ученица
- 1960 — Осторожно, йети! / Ostrożnie Yeti — panna młoda (нет в титрах)
- 1960 — Косоглазое счастье / Zezowate szczęście — Иоля
- 1960 — Тысячное окно /La Millième fenêtre — Аня
- 1961 — Как хорошо жить / Che gioia vivere — Франка Фосатти
- 1961 — Ликантроп / Lycanthropus — Присцилла
- 1962 — Запоздавшие прохожие / Spóźnieni przechodnie — в роли себя
- 1962 — Любовь двадцатилетних / Miłość dwudziestolatków — Бася (новелла "Варшава")
- 1963 — Потасовка в Токио / Du rififi à Tokyo — Франсуаз Меринь
- 1963 — Порок и добродетель / Le Vice et la vertu — бармен (нет в титрах)
- 1965 — Серенада для двух шпионов / Serenade für zwei Spione — Тамара
- 1967 — Йовита / Jowita — Агнешка («Йовита»)
- 1970 — / Der Pfarrer von St. Pauli — Дагмар
- 1970 — Память Хаузера / Hauser's Memory — Ангелика (телефильм)
- 1972 — / Doppelspiel in Paris - Zeugenberichte aus dem gefährlichen Leben der Mathilde Carré — Рене Борни (телефильм)
- 1973 — / Thanatos palace hotel — Кирби Шоу (телефильм)
- 1974 — Эффи Брист Фонтане / Fontane Effi Briest — польская повариха
- 1974 — Как это делается / Jak to się robi — случайная знакомая
- 1981 — / Stachel im Fleisch — Инес
- 1984 — Синяя Борода / Blaubart — Розалинда (телефильм)
- 1986 — Молчание писателя / Das Schweigen des Dichters — Янина
- 1986 — Роза Люксембург / Rosa Luxemburg — мать Розы Люксембург
- 1990 — Сумасшедшая парочка / Eine Wahnsinnsehe — Герта (телефильм)
- 1991 — Москва-Петушки / Moskau - Petuschki — Fürstin (телефильм)